# Israels försvarsmakt

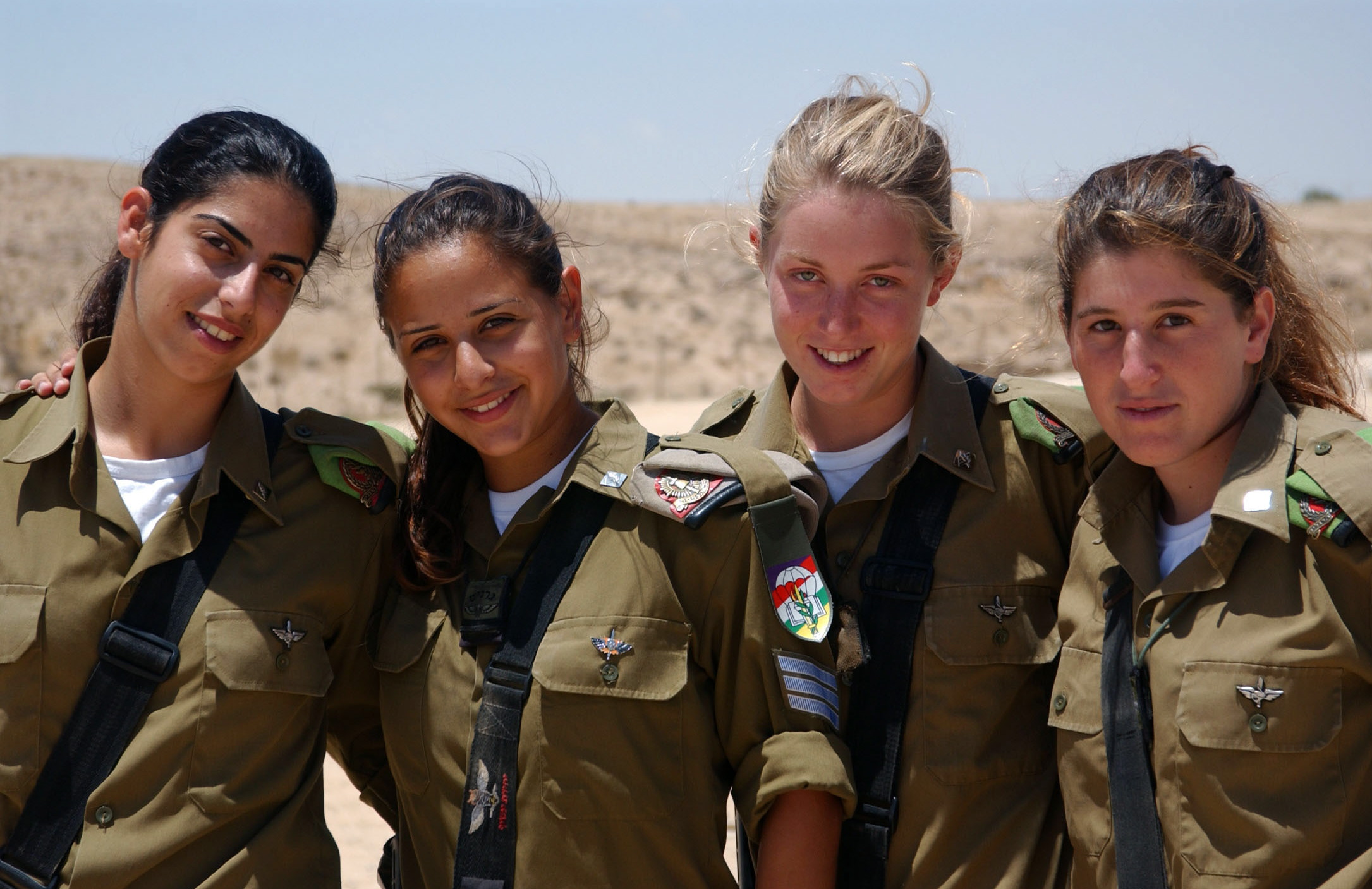
Israeliska korpraler från Nahalbrigaden och ingenjörstrupperna efter genomgången specialistofficerskurs.

Israels försvarsmakt (hebreiska: צְבָא הַהֲגָנָה לְיִשְׂרָאֵל/Tzva HaHaganah LeYisra'el) är Israels försvarsmakt. Inom Israel är den känd enligt förkortningen Tzahal. På engelska kallas den för IDF, Israel Defense Forces.
Israels försvarsmakt bildades när staten uppstod 1948. Försvarsmaktens föregångare innan dess var organisationen Haganah, mer specifikt Palmach och den judiska brigaden i den brittiska armén. När försvarsmakten bildades anslöt sig också organisationerna Irgun och Lehi. Uppgiften är att försvara statens existens, suveränitet och territoriella integritet samt att skydda invånarna och bekämpa terrorism. Israels försvarsmakt leds av Ramatkal, Israels försvarschef.
Israel har värnplikt för både män och kvinnor. Kvinnor har 22 månaders grundutbildning men ingen repetitionsutbildning; de är vidare uteslutna från vissa förband. Män har 36 månaders grundtjänst och är skyldiga att genomföra repetitionsutbildning till 55 års ålder, så länge de bor i landet. Värnplikten gäller judar (med undantag för ortodoxa judar) och druser, men inte kristna och muslimer. Dessa kan dock genomföra militärtjänst på frivillig basis.

## Försvarsdoktrin
Den israeliska försvarsdoktrinen bygger på följande grundläggande principer:
- Israel har inte råd att förlora ett krig.
- Strategisk defensiv, inga territoriella ambitioner.
- Undvika krig genom politiska medel och militär avskräckning.
- Förhindra upptrappning.
- Snabba krigsavgöranden.
- Mycket låga förlustsiffror.
- Bekämpa terrorism.

Denna doktrin skall genomföras genom en defensiv strategi och en offensiv taktik, vilket innebär en liten yrkesarmé med god beredskap och möjlighet att kalla in värnpliktiga samt ett flygvapen och en flotta i ständig beredskap; vid större konflikter aktualiseras ett effektivt mobiliseringssystem och transportsystem.

## Organisation

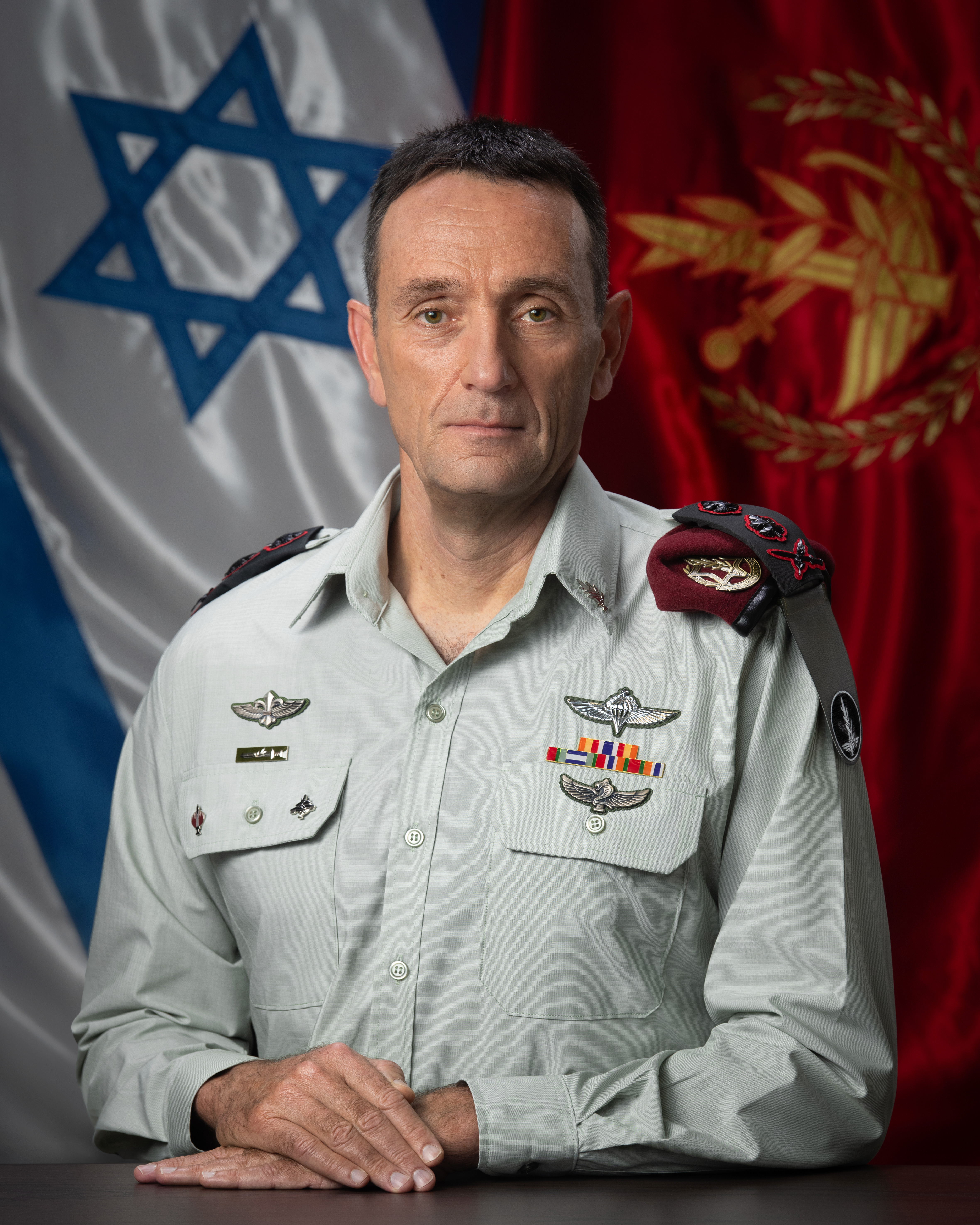
Generallöjtnant Herzi Halevi, Israels försvarschef.

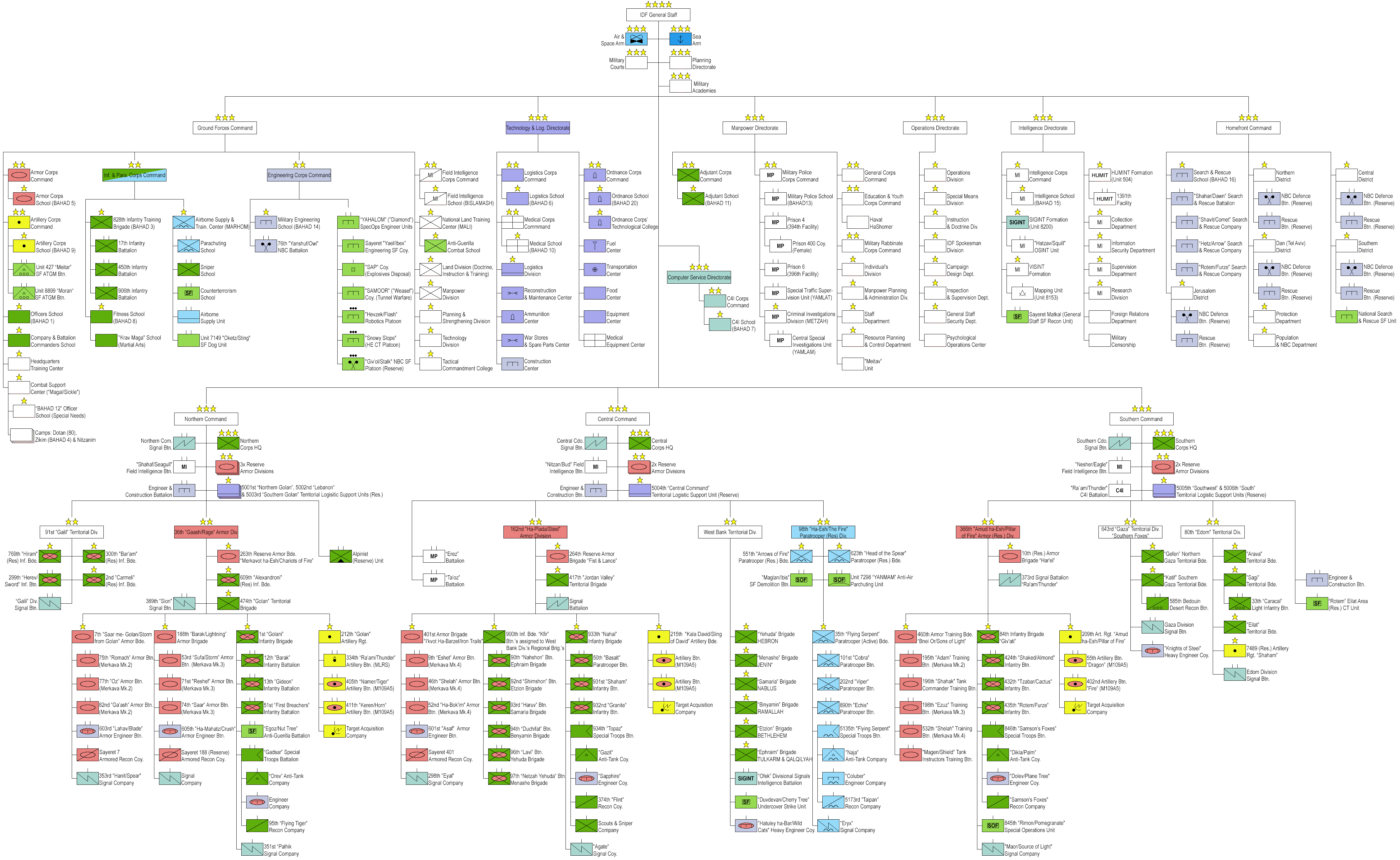
Organisationsplan för de israeliska markstidskrafterna.

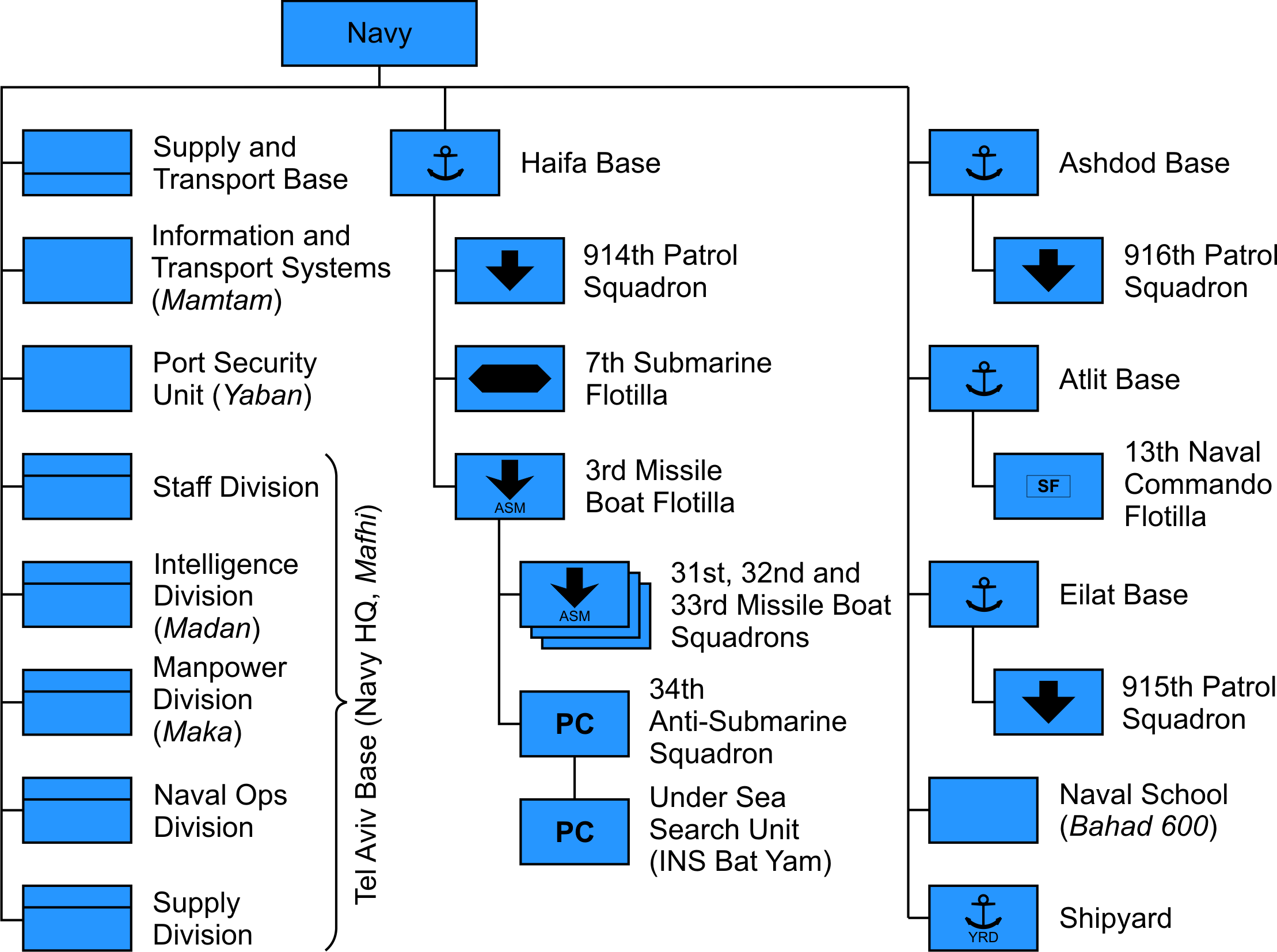
Organisationsplan för de israeliska sjöstridskrafterna.

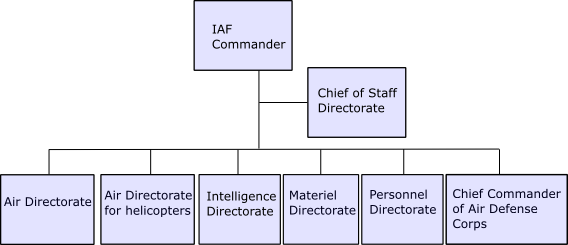
Organisationsplan för de israeliska flygstridskrafterna.

Chefen för generalstaben är försvarschef och utnämns av den israeliska regeringen. Vederbörande lyder direkt under försvarsministern. Nuvarande generalstabschef är generallöjtnant Aviv Kochavi, som efterträtt Gadi Eizenkot. Före Eizenkot var generallöjtnant Benny Gantz chef. Ställföreträdande generalstabschef är generalmajor Eyal Zamir. Chef för arméstaben är generalmajor Kobi Barak.
Under chefen för arméstaben lyder:
- Norra militärkommandot (פיקוד הצפון)
- Mellersta militärkommandot (פיקוד המרכז)
- Södra militärkommandot (פיקוד הדרום)
- Befolkningsskyddskommandot (פיקוד העורף)

Till armén hör: 
- Infanteriet
  - Givatibrigaden
  - Nahalbrigaden
  - Golanibrigaden
  - Fallskärmsjägarbrigaden
  - Kfirbrigaden

- Pansartrupperna
  - Barakbrigaden
  - 7:e Pansarbrigaden
  - 401:a Pansarbrigaden

- Ingenjörstrupperna
- Tygkåren
- Ungdoms- och undervisningskåren
- Medicinska kåren
- Intendenturkåren
- Fältunderrättelsekåren
- Adjutantkåren
- Logistikkåren
- Signalkåren

## Israeliska säkerhetsstyrkor
- Underrättelser
- Shabak
- Mossad
- Nationella säkerhetsrådet
- Israels polis
- Gränspolisen
- Fångvården
- Knessets vaktstyrka

## Materiel

### Handeldvapen

#### Pistol
- Sig Sauer P226
- Sig Sauer 228
- Glock 17
- Glock 19
- IMI Jericho 941
- IMI Barak

#### Hagelgevär
- Franchi SPAS-15
- Mossberg 695
- Remington 870
- Benelli M4 Super 90

#### Automatkarbiner
- M16 (A1/A2-Serien)
- M4
- Galil
- IMI Tavor TAR-21

#### Prickskyttegevär
- modifierade Galil
- TCI M89
- IMI 99SR
- M24
- M82
- Ruger 10/22
- Mauser 66
- Mauser 86
- Modifierade Remington 700
- STAR-21

#### Kulsprutor
- IMI Negew
- PK
- M249 Minimi

#### Robotvapen
- M72 LAW
- B-300
- Shipon
- FIM-92 Stinger
- Arrowmissil

#### Kärnvapen
Israel har aldrig officiellt deklarerat att landet har kärnvapen. Enligt tidningsuppgifter har Israel byggt mellan 80 och 200 kärnvapen sedan 1960-talet. Enligt SIPRI:s årsbok 2009 beräknas Israel ha omkring 80 kärnvapen.  År 1986 offentliggjorde kärnfysikern Mordechai Vanunu, som då arbetade vid en av de israeliska kärnanläggningarna, att Israel hade kärnvapen. I en tysk TV-intervju försvarade Israels premiärminister Ehud Olmert i december 2006 att landet innehar kärnvapen: "Iran, openly, explicitly and publicly threatens to wipe Israel off the map. Can you say that this is the same level, when they are aspiring to have nuclear weapons, as America, France, Israel, Russia?". 
I september 2009 röstade FN:s kärnkraftsförsamling igenom en resolution som kräver att Israel låter IAEA inspektera dess innehav av kärnvapen. Israel förklarade att man inte ämnar samarbeta med IAEA.